# Aviation de l'armée malaisienne
Ne pas confondre avec l'armée de l'air royale de Malaisie.
L'Aviation de l'armée malaisienne (en malais : « Pasukan Udara Tentera Darat », PUTD) est la branche de l'aviation légère de l'armée de terre des Forces armées malaisiennes.

## Historique

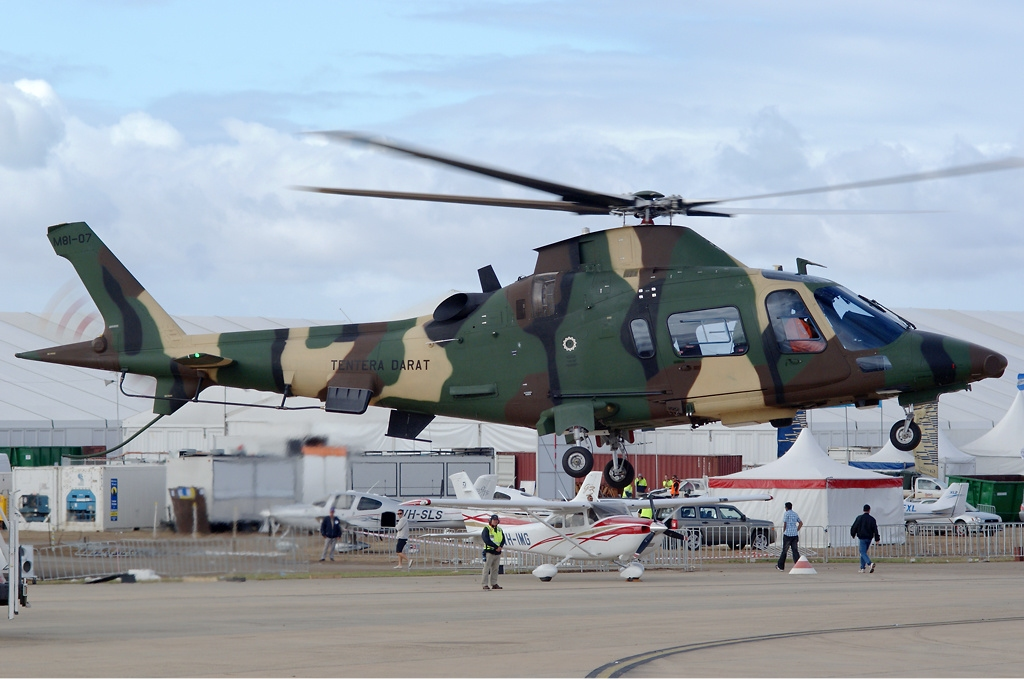
Un Agusta A.109 malaisien en 2009. Depuis 2015, les hélicoptères ont un camouflage digital.

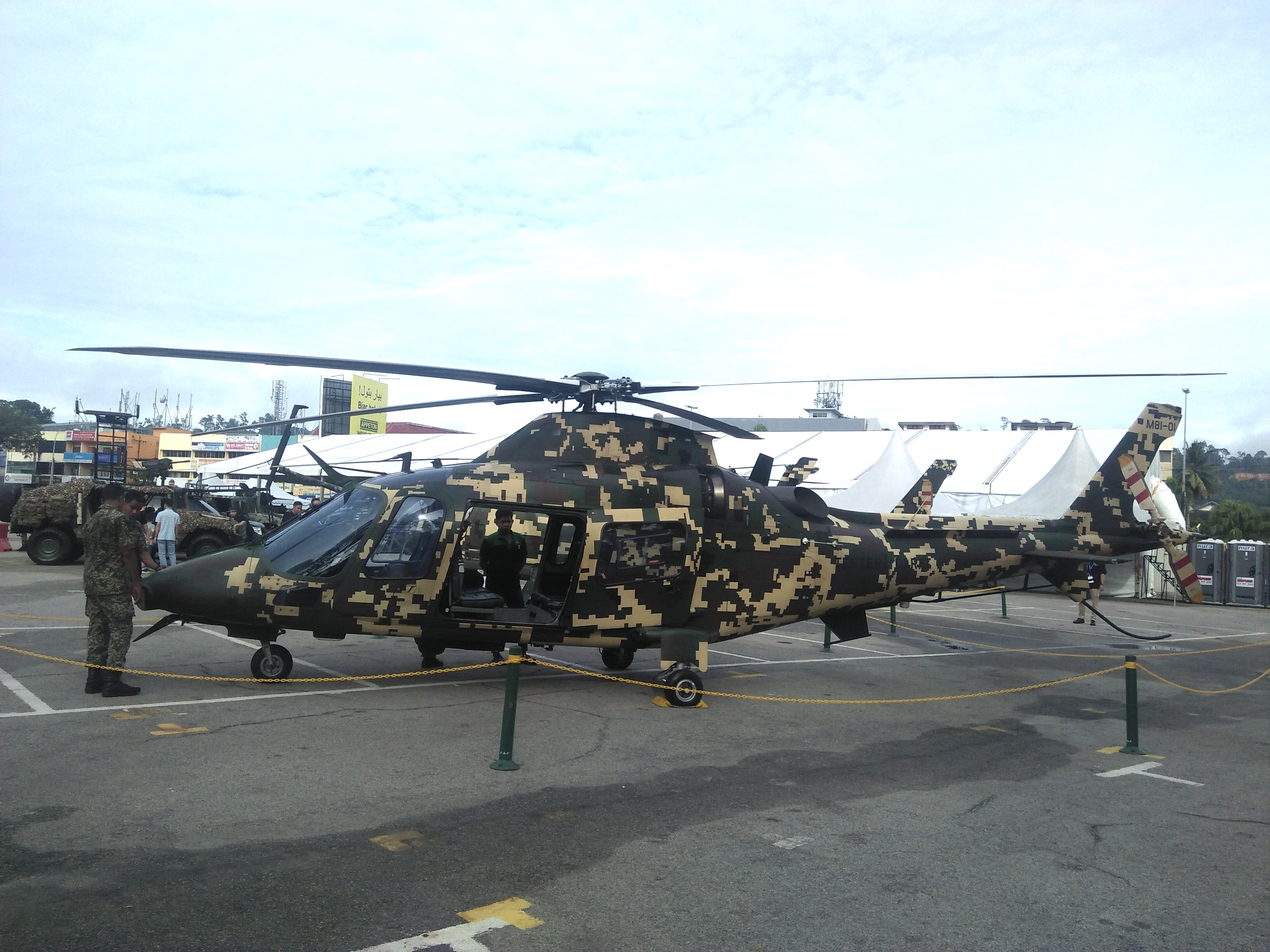
Un A.109 avec le camouflage digital utilisé depuis 2015

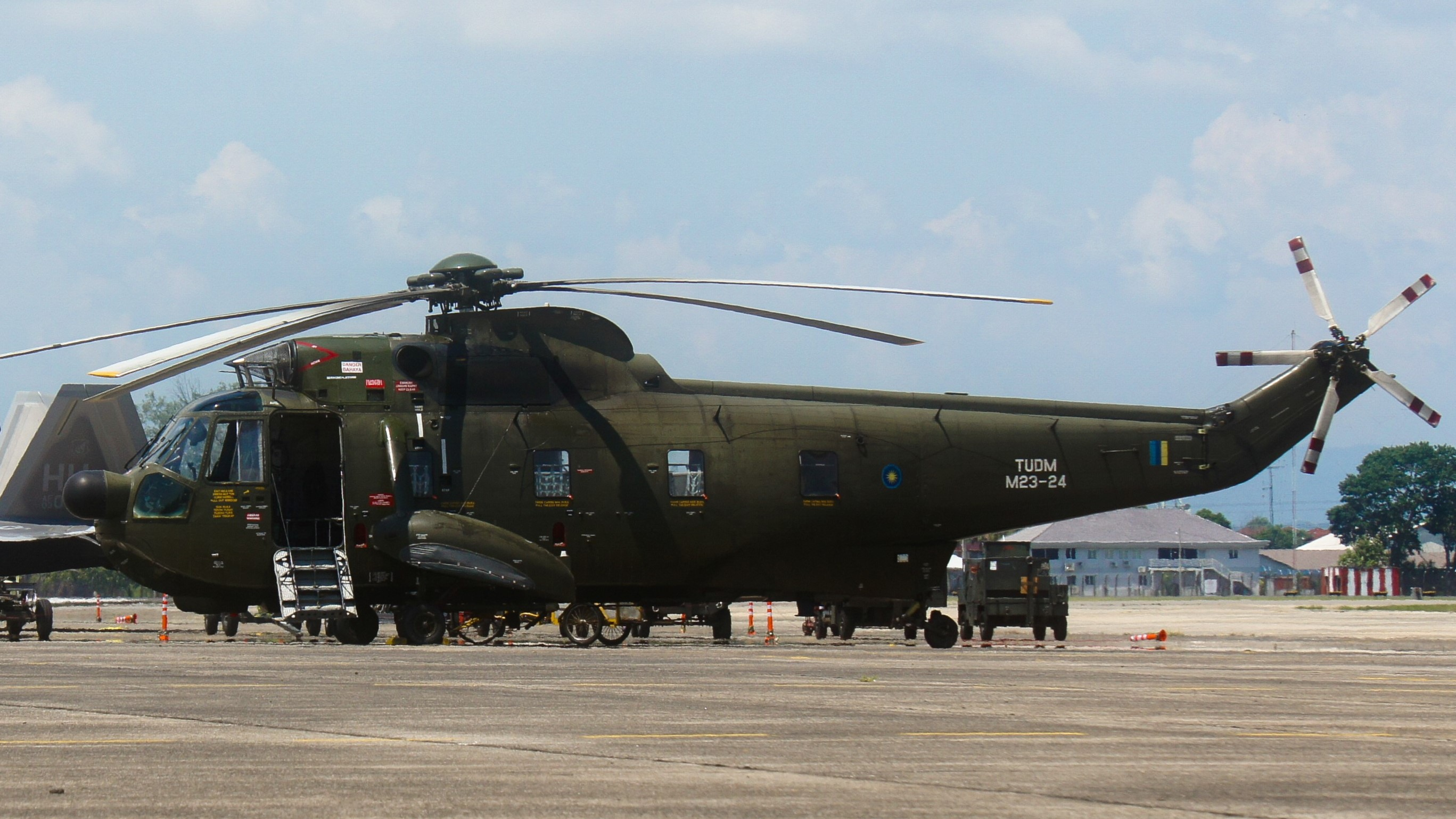
Un des Sea King de l'armée de l'air malaisienne en 2014.

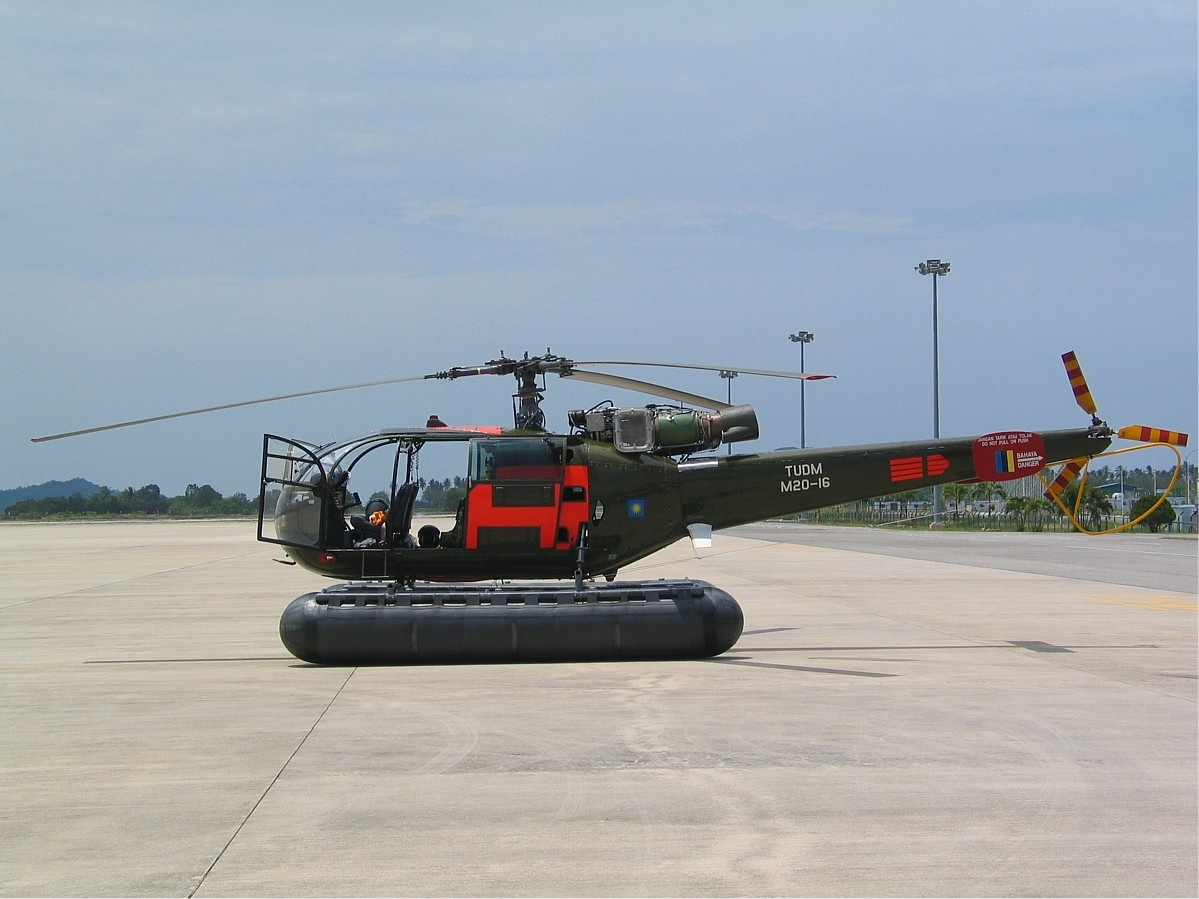
Une Alouette III de l'armée de l'air malaisienne en 2004.

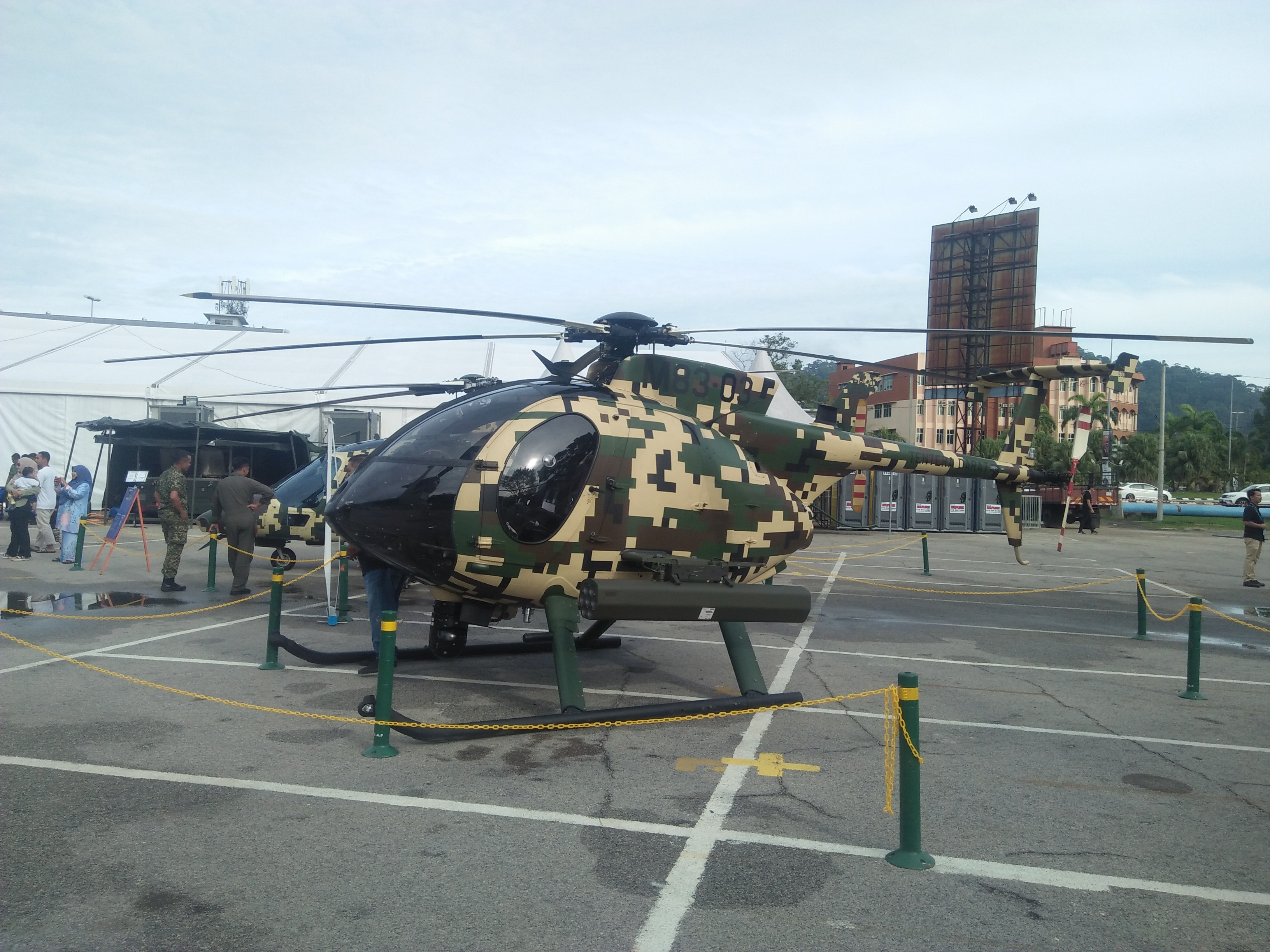
Un des six MD530G livrés en 2022.

Le quartier-général de l'aviation de l'armée malaisienne se situe au camp Mahkota, une base militaire de Kluang District (en) dans l'état de Johor. Cette formation a été créée en 1994 à partir d'un noyau d'officiers de l'armée de l'air malaisienne. Elle a un rôle limité de liaison, de transport, d'observation, d'appui aérien rapproché, et depuis 2011, de recherche et sauvetage en zone de combat.
Le 881 Skuadron (881e escadron), unique unité volante jusqu'en 2016, a reçu dix Sud-Aviation SA316 Alouette III provenant de la force aérienne, débutant ainsi les opérations aériennes de cette formation le 11 mars 1995, l'escadron est déclaré opérationnel en 1997. Il devient le 881 Rejimen (881e régiment) en 2011. 
Les Alouette III sont remplacées lors de la livraison de onze Agusta A.109 LOH, entre le 8 décembre 2005 et 2006 (un accidenté le 30 janvier 2014). Les Agusta ont adopté en 2015 un camouflage digital et peuvent être armés depuis cette date de miniguns M134 en plus des mitrailleuses, pods canons et roquettes de 70 mm disponibles à l'origine.
Le 882 Rejimen est formé début 2016. Il doit recevoir, selon les prévisions du 1er mars 2016, jusqu'à 12 hélicoptères de transport moyen Nuri S-61A4, version malaisienne du Sikorsky SH-3 Sea King, provenant de l'Armée de l'air royale de Malaisie. Les deux premiers exemplaires, construits en 1967 et 1978, sont reversés à l'armée de terre le 20 mars 2015 et ont également une livrée de camouflage digital. Mi-2016, quatre Sea King sont en service dans le 882e régiment et stationnent à cette date sur la base aérienne de RMAF Butterworth. En novembre 2019, quatorze sont en ligne mais leur taux de disponibilité est très faible avec seulement 4 en état de vol, on annonce leur retrait définitif pour 2020 mais trois sont en ligne en 2023. On annonce la location d'hélicoptères de transport en intérim en attendant l'acquisition d'engins militaires, ce qui est fait en mai 2023. 
En février 2016, une commande pour six Hughes MD 550G de reconnaissance et d'attaque est effectuée. Ils devaient être livrés entre septembre 2016 et mars 2017, puis attendus en décembre 2017, mais l'entreprise chargé du contrat ne l'est à jamais livré. Le 13 janvier 2022, ils sont finalement prit en compte par la société Destini Primaet pour le compte du ministère de la défense et doivent être livrés d'ici la fin du premier trimestre 2022. Possiblement dans une nouvelle unité, le 883e régiment/escadron.
Ils sont destinés à l'Eastern Sabah Security Zone (en) (ESSZ), créée en 2013 en Malaisie orientale à la suite du conflit de Sabah et placée sous l'autorité de l'Eastern Sabah Security Command (en). La base où sont affectés les hélicoptères de l’ESSZ est à Semporna.
Selon un communiqué d'avril 2016, quatre Sikorsky S-70A doivent être donnés par Brunei en novembre 2016, également pour la sécurité de l'ESSZ. Ils devraient rejoindre le 882e régiment mais, en 2023, ces appareils n'ont pas étaient livrés.
En raison de contraintes budgétaires, le projet d'acquisition d'un hélicoptère d'attaque est en sommeil depuis 2015.
Le 25 mai 2023, l'armée annonce la location de 4 hélicoptères de manœuvre UH-60A+ pour cinq ans auprès d’une société locale, Aerotree Defence and Services, pour assurer des missions de transport et de formation et remplaçant les ultimes Sea King.